# (72619) 2001 FO23
(72619) 2001 FO23 – planetoida z pasa głównego asteroid okrążająca Słońce w ciągu 4,4 lat w średniej odległości 2,69 j.a. Odkryta 21 marca 2001 roku.